# OM Pimespo
OM Carrelli Elevatori S.p.A., торговая марка «OM Pimespo» (до 2002 года FIAT Carrelli Elevatori) — машиностроительная компания. Головной офис OM Pimespo находится в Милане, а два её завода в городах Луццара и Бари (Италия).
Компания специализируется на проектировании, конструировании и производстве под торговой маркой OM Pimespo® подъёмно — транспортного оборудования и запасных частей.

## О компании

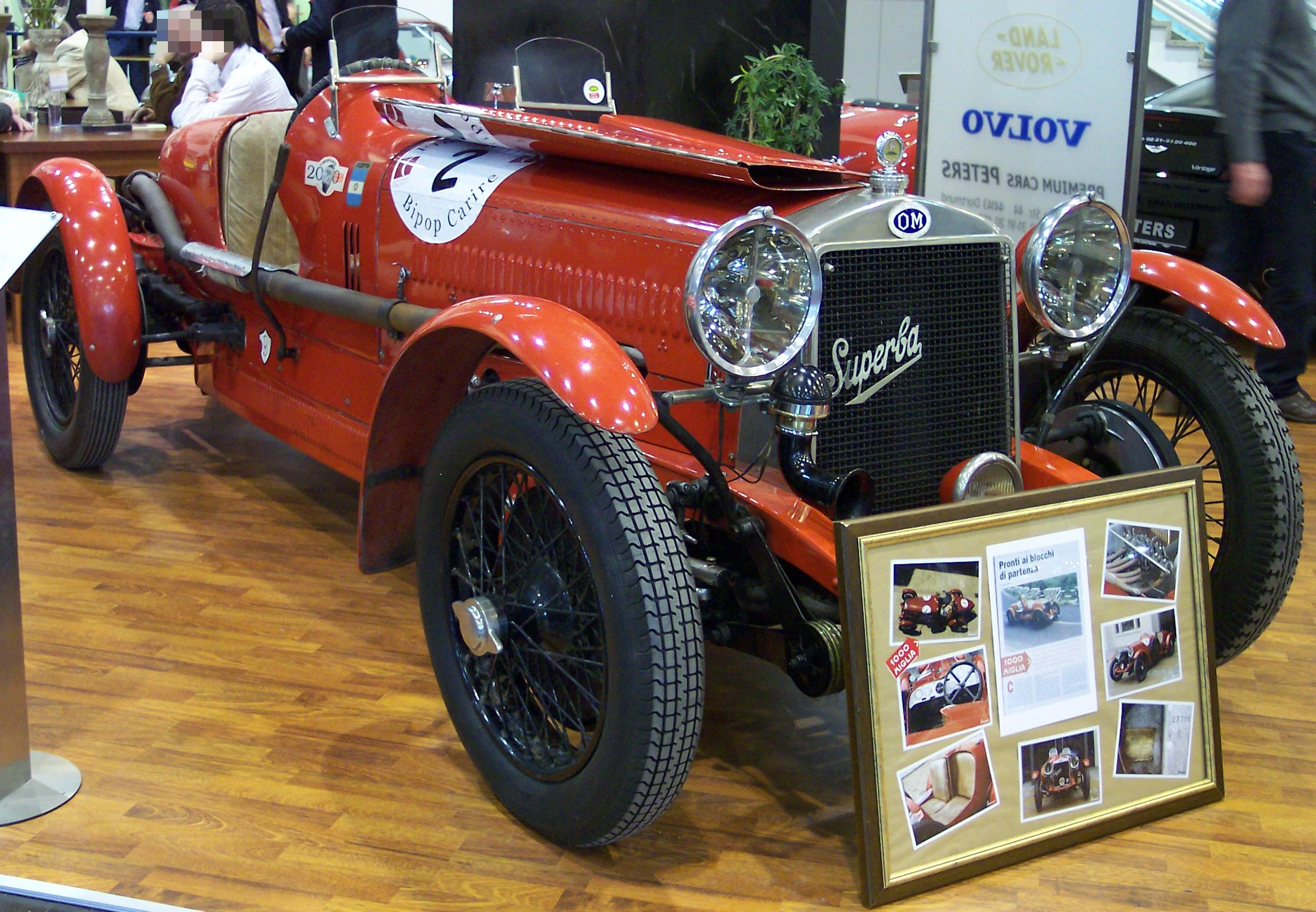
La 665 «Superba»

До 1933 года OM была самостоятельной автомобильной компанией. Первый автомобиль, Tipo S305, был построен в 1918 году на основе старого итальянского автомобиля компании Zust (ит.). Имел рядный четырёхцилиндровый двигатель с объёмом 4,7 литра, мощностью 30 лошадиных сил. Наиболее знаменитый автомобиль этой марки — это легендарный OM 665 Superba (ит.). Выпущенный в 1923 году, он уже через год стал победителем гонки Бруклендс. OM 665 Superba — постоянный участник и первый победитель гонки Mille Miglia.
Сегодня OM производит большой ассортимент складского оборудования, способного удовлетворить любые потребности современной логистики. Интеграция в компанию KION Group (англ.) и тесное сотрудничество с другими производителями складской техники, входящими в эту группу, позволяет выпускать современное высококачественное оборудование с учётом последних разработок в области науки и техники, глубокого анализа логистических операций. Продукция OM Carrelli Elevatori S.p.A широко известна в Европе и применяется на всем просторе Евразийского континента, включая Россию.

## Линейка подъёмно — транспортного оборудования

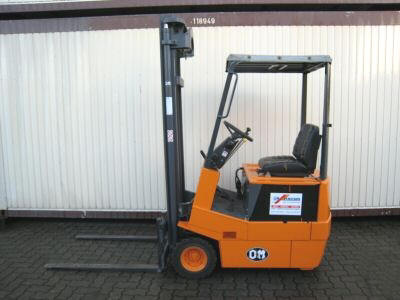
Вилочный погрузчик OM

- дизельные и газобензиновые погрузчики грузопдъёмностью (г/п) от 1,5 до 10,0 тонн
- трёхопорные электропогрузчики г/п от 0,8 до 2,0 тонн
- четырёхопорные электропогрузчики г/п до 8,0 тонн
- транспортировщики поддонов г/п до 3,0 тонн
- самоходные штабелёры г/п до 2,0 тонн и в/п до 6 метров
- высотные штабелёры с выдвижной мачтой (ричтрак) г/п до 2,0 тонн и с высотой подъёма до 13 метров
- штабелёры с трёхсторонней обработкой груза
- комплектовщики заказов
- электрические и дизельные тягачи и платформенные тележки

## История[5][6]
- 1917 год — основание компании и начало производства легковых автомобилей
- 1933 год — входит в состав промышленной группы FIAT
- 1937 год — начало производства спецтехники
- 1951 год — начало производства вилочных погрузчиков с ДВС
- 1956 год — расширение дилерской сети и выход на другие рынки Европы
- 1961 год — открытие завода в городе Луццара
- 1967 год — входит в состав промышленной группы по производству ТС
- 1970 год — строительство и запуск завода в городе Бари
- 1975 год — от промышленной группы FIAT отделяется группа IVECO
- 1977 год — расширение производственных мощностей завода в городе Бари
- 1981 год — группа IVECO приобретает завод в городе Луццара
- 1992 год — входит в состав промышленной группы LINDE
- 2000 год — переезжает штаб-квартира компании
- 2001 год — реконструкция завода в городе Bari с целью выпуска новейших вилочных погрузчиков
- 2002 год — утверждается новое название компании «OM Carrelli Elevatori S.p.A.»
- 2005 год — реализовано 20500 единиц индустриального оборудования
- 2006 год — компания вошла в группу KION Group

## Сервисная политика компании
Одним из приоритетных направлений компании является сервисная поддержка своего оборудования. Обеспечением сервисной политики компании занимаются локальные дилеры в более чем 30 странах Европы, Ближнего Востока и Северной Африки (включающие в свой штат 5500 квалифицированных механиков и 1350 продавцов).

### Исследования и публикации
- Интервью с Франческо Киналья, директором по сбыту и маркетингу Группы OM // Склад и техника, № 9, 2007 год
- История успеха: ОМ/Groupe Roullier // Складская недвижимость, №1, 2008 г.
- Итальянцы в России // Складской комплекс, №6, 2008 г.
- CeMAT представляет новые модели погрузочной техники ОМ // «Склад и Техника» № 5/2008